# Isolamento internacional
O isolamento internacional é uma penalidade aplicada pela comunidade internacional ou um grupo considerável de países, como as Nações Unidas, para uma nação, governo ou grupo de pessoas. O mesmo termo também pode se referir ao estado de um país encontrar-se após ter sido rejeitado pela comunidade internacional ou um grupo maior de países.

## Definições
O isolamento internacional é muitas vezes resultado de sanções internacionais contra um determinado país (ou grupo de países), mas também pode ser um resultado de uma política de isolacionismo pelo país em questão. A Líbia sob Muammar Gaddafi, por exemplo, terminou em um estado de isolamento internacional depois de décadas de confronto com o Ocidente e sua política crítica contra outros governos árabes.
Alguns termos ou conceitos amplamente reconhecidos, como "Estado pária", são cunhados para se referir aos países que se isolam internacionalmente ou foram isolados por grupos consideráveis de nações. As características desse estado são "... isolamento diplomático precário, a ausência de garantias, apoio confiável à segurança ou amarras políticas dentro das estruturas das alianças das grandes potências e ... [sendo] alvo de um obsessivo e implacável opróbrio e censura dentro dos fóruns internacionais, como as Nações Unidas". Um destes Estados foi a República Popular do Kampuchea depois de 1979, quando tanto a República Popular da China como os Estados Unidos pressionaram para seu isolamento no cenário internacional, depois de não ter aprovado a invasão vietnamita para expulsão do Khmer Vermelho.
O conceito de "cair fora do mapa" foi usada pelo escritor político V. S. Naipaul, em referência ao crescente isolamento internacional da República Islâmica do Irã após estar no centro das atenções durante os tempos do Xá Reza Pahlavi e durante os primeiros anos da Revolução.

## Exemplos
Um dos exemplos mais famosos foi o isolamento internacional da África do Sul durante os anos do apartheid. Embora a pobreza geralmente seja um dos resultados do isolamento internacional, a elite na República da África do Sul foi capaz de manter seu status e riqueza; foram as classes economicamente mais desfavorecidas que carregaram o peso da situação. Em Mianmar, que tem um dos sistemas de saúde mais pobres do mundo apesar da abundância de recursos naturais no país, ocorre situação similar.
Ao longo da Guerra Civil Líbia de 2011, uma série de países incitaram o isolamento internacional da Líbia do coronel Muammar Gaddafi. Além disso, na Guerra Civil Síria, vários países estrangeiros impuseram sanções duras contra o regime do presidente Bashar al-Assad.